# 発情カノジョの羞恥心
『発情カノジョの羞恥心』（はつじょうかのじょのしゅうちしん）は、原作・漫画板場広志による日本の漫画短編集。

## 露出げ～む

### 登場人物
山谷隼人
サラリーマン。26歳。矢部のことを「矢部ちゃん」と呼ぶようになる。
矢部多華子
山谷のアパートの隣人。24歳。会社員。201号室の住人。趣味は音楽鑑賞とショッピング。実は露出狂で夜間とはいえ路上を下着で歩く変態嗜好の女性。その一方、近くに人がいるのがばれたら恥ずかしがる感性はちゃっかり持つ。きわどい衣装でノーブラ・ノーパンで外出することもある。外でのエッチを楽しむ性分でもある。自分が変態だという自覚もある。しまいには全裸で外出を楽しんだ。

## 僕だけエンジェル

### 登場人物
反田結美
アイドル。無愛想なのが魅力と個性。いつもくる眼鏡をかけたファンに調教に等しい性行為をさせられていて感じている。あまりの快楽からか最終的に誰にでも笑顔で接するようになった。
眼鏡をかけたファン
結美のファン。握手会での結美の反応から関係者からは嫌がられているとおもっているが実は結美にローターを仕込んでいる人物。このことから結美からは嫌がられてはおらず、むしろ従順である。

## 夫の居ぬ間に

### 登場人物
竹下有美
ぽっちゃり体型の奥さん。性行為中に腹の贅肉を胸と間違えられたことからダイエットを考え、たまたま広告で見かけたダイエットジムに入る。元々巨乳であり、ダイエットに成功しても胸の大きさだけは変わらなかった。
竹下広司
有美の夫。新婚だが早速三か月の出張を命じられた。有美が言うには食べても太らない体質。俗にいうデブ専というわけではないが有美が太っていたころのほうが柔らかさが好きだったことが悟り、痩せている有美に魅力を感じなくなっていた。

## OLさんいらっしゃい♥
ストーリー
登場人物
配達弁当屋の青年。
12時に手作り弁当を販売している。おだてに弱い。
お客たち
殆どがOL。都合の良いことを言っては値切ったりサービスを求めるなど、ちゃっかりしている。また、しまいには体で払い代金を踏み倒そうとする者もいる。

## 放送中は別の顔

### 登場人物
早紀
コスプレしてネットで生放送している女性。ネットでの名前は「サキコ」。普段は朴訥だがネットでは明るい。他人が体験したネタを、あたかも自分が体験したネタのように振舞うことがある。ネットではセクシーなネタを振ってもいるが普段はエッチには消極的で恥ずかしがり屋だが丸山が買ったエッチな服を恥ずかしがりながらもネットでは着たりしている。丸山に対しては素っ気ないが恋愛感情はちゃんとある。段々、丸山が隠れて愛撫している状態でネットで配信するようになる。
丸山
早紀の彼氏。バイトしている。

## 谷間でおべんきょ♥

### 登場人物
山吹
バンブーゼミナールの予備校生。梨本の胸に目が粋勉強に集中できておらず、成績が落ちている。ネットでエロサイトを見ることもあるが陥没乳首をしらないなど知識には疎い。
梨本
バンブーゼミナールの講師。豊満な胸の持ち主。陥没乳首。自分が講師になってから生徒の平均点が上がるなど優れた教育術を持っている。山吹が自分のスタイルが原因で集中できないと知ったときに非がないのに謝罪するなど非常に謙虚で優しい。
高橋
バンブーゼミナールの講師。褐色肌の筋肉質。

## ひとには内緒

### ストーリー
居酒屋で彼氏のことで悩んでいる女性客に恋愛相談を受けている女性店員がいた。

### 登場人物
北原
居酒屋「元祖」で働いている女性店員。客たちから評判の良く恋愛相談も受けている。仕事中に談話に講じたり、酒を飲んだりするなどオーダーを間違えることがあるなど仕事が出来ない描写があるが店長からは「北原ちゃんで持っている」と信頼されている。公衆の面前で酒を飲んでいることから成人していると思われる。先述したように客から恋愛の相談をよく受けて、北原自身もその気になっているが実は処女。ひけらかしていた知識も自分が聞いて仕入れたものでしかなかった。
店長
居酒屋「元祖」の店長。誠実な人柄。北原のことは「北原ちゃん」と呼んでいる。新作を奢りとして客に出すなど気前がいいが、客との交流があったからとはいえ勤務中に酒を飲んだこともある。

## 暴走れでぃ

### 登場人物
菅谷
会社員。瑞希と付き合うまでは恋愛経験がなかった。瑞希を夜の公園で下着姿でローターを入れた状態で歩かせるなど変態趣味がある。
船山瑞希
菅谷が合コンで知り合った女性。菅谷と付き合うまでは恋愛経験がなかった。菅谷を女装させて楽しむ変態趣味がある。

## 書誌情報
- 板場広し 『発情カノジョの羞恥心』 全1巻